# Taddeo Crivelli

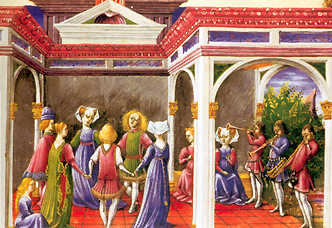
Miniatura dalla Bibbia di Borso d'Este

Taddeo Crivelli (Ferrara, 1425 – Bologna, 1479) è stato un pittore italiano, attivo nel campo della miniatura.

## Biografia
Appartiene al primo Rinascimento e fu attivo soprattutto a Ferrara, sua città natale. Sebbene fosse stato allievo di Pisanello, le sue opere sono aggiornate allo stile rinascimentale, ispirandosi soprattutto ad Andrea Mantegna.
Le sue prime realizzazioni sono della metà del XV secolo e la sua opera più importante fu la Bibbia di Borso d'Este, due volumi miniati su pergamena, realizzati in un periodo di sei anni (1455-1461) da una squadra di artisti da lui diretta, insieme ad un altro miniatore, Franco di Giovanni De Russi. La Bibbia è custodita nella Biblioteca Estense di Modena.
Ebbe come aiutante Girolamo da Cremona, che nel 1465 portò a termine il messale della Cattedrale di San Pietro di Mantova, noto come il Messale di Barbara di Brandeburgo, custodito nel Museo diocesano Francesco Gonzaga.
Nel 1471, dopo la morte di Borso d'Este, lasciò Ferrara e si trasferì a Bologna, dove proseguì la propria attività di miniatore fino alla morte.
Realizzò inoltre la prima carta geografica a stampa dell'Italia, pubblicata nel 1477

## Opere
- Bibbia di Borso d'Este, 1455-1461, Biblioteca Estense, Modena
- Libro d'Ore, eseguito per la famiglia Faletti (1460-1465), Morgan Library & Museum, New York
- Libro d'ore Gualenghi-d'Este, 1469, Getty Museum, Los Angeles, realizzato insieme a Guglielmo Giraldi
- Edizione miniata della Legenda Aurea, 1470
- Commento al Vangelo di Giovanni di sant'Agostino, Biblioteca Malatestiana, Cesena